# 夢野いづみ
夢野 いづみ（ゆめの いづみ、旧芸名：IZUMI、1987年8月3日 - ）は、日本の女性モデル、女優。
特技はヘアアレンジ、ピアノ。オーディックホールディングス所属。

## 人物
ファッション雑誌や広告、舞台、CM、TVドラマ、映画出演の他にピアノ弾き語りのミュージシャンとしてマルチに活動。
トレードマークは一度も染めたことのない黒髪と眉上前髪。

## 出演

### モデル
- 三松　浴衣カタログ表紙
- LUMINE FASHION CARNIVAL 広告スペシャルサイト
- 楽天市場「Natalie」イメージモデル
- SOGO西武×ELLEgirl スナップコンテストグランプリ
- Beauty
- 着うたサイト「オリコンサウンド」イメージガール

### CM・広告
- カゴメ人参ジュース(2024.5～
- ハリーポッタースタジオツアー(2023.6～
- 日清製粉ウエルナチュロスSDCs(2023)
- 楽天クリスマス(2022.12)
- 積水ﾊｳｽ　住まいの参観日(2021.8)
- ライフデザインカバヤ(2018～　岡山
- OZZ ON JAPAN (2017〜
- 飛騨高山美術館　ウェディングモデル(2017〜2018)
- 早給セゾンカード(2016〜2017)
- 花王アタックNeo「白さ実感」(2016)
- マイナビウーマン CM「ピンチはチャンス・カフェ」篇、「ピンチはチャンス・女子会座敷」篇[2](2016)
- HONDA・ミニバンシリーズ「スノードーム編」(2016)
- サンリオ　HELLO KITTY  MEN(2016)
- FILA GOLF ( 2015)
- インフォファクトリー　Native English(2015〜)
- NTT DOCOMO 「ドコモ ウェルカムキャンペーン編」(2014)
- エーザイ「チョコラBBスパークリング」(2013)
- 京王電鉄「プラットガール京王線でゆく」(2013)
- 楽天市場「Natalie」イメージモデル

### テレビドラマ
- 片恋グルメ日記(2020.11)
- やじ×きた 元祖・東海道中膝栗毛（2019年） ‐ おさえ
- 相棒（2019年） - 高田美咲
- NHKｿﾞﾝﾋﾞが来たから人生みつめなおし　(2018)
- NHK透明なゆりかご第7話　担任教師役(2018.8)
- 科捜研の女 SEASON 17 第12話（2018年2月8日、テレビ朝日） - 藤木由梨
- 又吉直樹×ドラマ×渋谷「許さないという暴力について考えろ」(森川葵さんの先輩太田役)(2017年12月、NHK総合)
- NHKスペシャル「戦後ゼロ年　東京ブラックホール」みゆき役(主演山田孝之さんの相手役)(2017年8月、NHK)
- 警視庁・捜査一課長 season2 第10話（最終回スペシャル）-峰村雪乃 役（2017年6月22日、テレビ朝日）
- ひかりTV「モデルプレスTV」レギュラー(2016)
- フジテレビオンデマンド「ホラーアクシデンタル2」　第2話　主演(三木康一郎監督)(2016)
- EX 「BeauTV VOCE」(2015)
- みんな!エスパーだよ!番外編 〜エスパー、都へ行く〜（2015年4月3日、テレビ東京）
- オトナグリム「ホワイト企業 〜管理についての一篇〜」（フジテレビ）(2014)
- 土曜ドラマ 実験刑事トトリ2 第3回「偽りの断層〜写真家の仕掛けたわな」（2013年10月26日、NHK

ウェブテレビ
- ホラーアクシデンタル2「#2 夜間飛行」（2016年、フジテレビオンデマンド） - 青山陽子 役[3]
- 「東京ヴァンパイアホテル」(園子温監督) (2017年6月公開)ヴァンパイア　ジル役
- 「Invisible Tokyo」　「消失」　(薮内省吾監督) (2017年4月公開)マネージャー役

### 映画・舞台
- シェークスピア劇団　マクベス
- エグ女2(2019)
- エグ女 (2018年3月)      (TBSラジオ主催)
- 新宿スワンⅡ　(園子温監督)    (2017年1月公開)      キャバクラ嬢役
- リアル鬼ごっこ　(園子温監督)　（2015年7月公開）☃☃  オルガン奏者役
- ラブ＆ピース　　(園子温監督)　（2015年6月公開）      ジェーン 役[4](key)

### 音楽
CD
- sugar’s Campaign  2nd Album「ママゴト」「いつかの夢から連れ出して」ゲストボーカル
- BASTIAN BAKER Japan Tour 2014（ゲスト出演）
- Sugar’s Campaign 1st Album「FRIENDS」「有名な映画のようにラブリーな恋がしたい」（シブカル祭テーマソング）

### PV
- ASIAN KUNG-FU GENERATION「それでは、また明日」

### 雑誌
- ﾘｿﾞｰﾄｳｪﾃﾞｨﾝｸﾞ別冊表紙
- ELLE girl
- Zipper
- Soup
- SEDA
- choki×chokigirls
- Lips
- MACQIA
- ELLE
- リンネル
- 古着Mixガールズ
- PIRKA girls

など

### 美容業界誌
- ﾌﾘｰﾍﾟｰﾊﾟｰ紙ｳﾞｨｱﾛﾗﾄﾞﾗｨｱﾛﾄﾞﾗ
- Shinbiyo
- TOMOTOMO
- HAIR MODE
- 百日草
- PREPPY

など

### ヘアカタログ
- Myベストヘア
- InRed別冊
- FUDGE別冊
- Zipper別冊
- an an別冊
- 大人に似合うヘアカタログ
- 簡単アレンジヘア
- きものヘア
- 大人の愛されヘア

など

### Web・ブランド
- ELLE girl online
- ナチュラン
- s'Yte-Yohji Yamamoto
- SHIPS
- ZOZOTOWN
- magaseek
- haco.

など